# منتخب ميانمار لكرة الطائرة للرجال
منتخب ميانمار لكرة الطائرة للرجال هو ممثل ميانمار الرسمي في المنافسات الدولية في كرة طائرة في فئة كرة الطائرة للرجال
.